# Ildar
Ildar (russisch Ильдар) ist ein ostslawischer männlicher Vorname.

## Namensträger
- Ildar Amirowitsch Chairullin (* 1990), russischer Schachspieler
- Ildar Rajiljewitsch Fatkullin (* 1982), russischer Skispringer
- Ildar Rafekowitsch Muchometow (* 1972), russischer Eishockeyspieler